# Carl Chiarenza
Carl Chiarenza est un historien, universitaire, critique d'art et photographe américain, né en 1935 à Rochester (New York).

## Biographie
Chiarenza est professeur émérite d’histoire de l’art et artiste en résidence à l'Université de Rochester où il étudié avec Minor White. Il a été président, directeur des études supérieures et professeur d'histoire de l'art à l’Université de Boston de 1963 à 1986, professeur de littérature à l'University of British Columbia, Vancouver, et a aussi enseigné au Smith College et à l'Université Cornell et à l'University of Rochester, NY de 1986 à 1998.
Il a dirigé la commission pour les échanges culturels entre l'Italie et les États-Unis.
Ses images abstraites sont réalisées à partir de papier déchiré, de fragments d’objets, de collages qu’il photographie. « Ce que je fais, c’est répondre aux choses comme les compositeurs réagissent au son.»
Carl Chiarenza est l’auteur de nombreux essais et biographies.
Ses photographies ont été présentées dans plus de quatre vingt dix expositions personnelles et dans plus de 280 expositions collectives depuis 1957.
Les photographies de Carl Chiarenza sont présentes dans les plus grandes collections publiques du monde et ont été largement exposées.

## Expositions
Liste non exhaustive
- 2021 : Carl Chiarenza: Journey Into The Unknown, Eastman Museum, Rochester[3]

## Publications
Liste non exhaustive

### Monographies
- Landscapes Of The Mind, avec un essai d’Estelle Jussim et Charles Millard, et une chronologie par Susan E. Cohen et William S. Johnson, David R. Godine, Boston, 1988.
- Evocations, avec un poème de Robert Koch, Nazraeli Press, Tucson, 2002.
- Peace Warriors of 2003, Nazraeli Press, Tucson, 2005.
- Solitudes, Lodima Press, Ottsville, PA, 2005.
- Interaction: Verbal/Visual, Nazraeli Press, 2006.
- Pictures Come From Pictures, D.R. Godine Publisher, Boston, 2008.
- Transmutations, with essay by Robert Hirsch, University at Buffalo Art Museums Publisher, 2012.

### Essai
- Aaron Siskind: Pleasures and Terrors, Little, Brown, Boston, 1982[4].

## Collections publiques
Liste non exhaustive
- Art Institute of Chicago[5]
- Bibliothèque Nationale de France - Département des Estampes (Paris)[2]

- George Eastman Museum (Rochester, NY)[6]

- Museum of Modern Art (NYC)[7]
- Getty Museum, (Los Angeles)
- Minneapolis Institute of Art[8]